# Авиация Ливии в гражданской войне

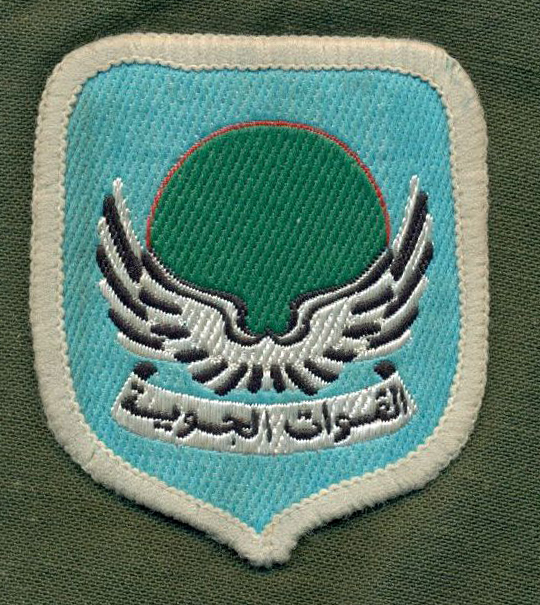
Довоенный шеврон ВВС Ливии.

С самого начала военных действий в Ливии немаловажную роль играла авиация. В ходе первой гражданской войны (2011) ВВС страны распались на проправительственный и оппозиционный блоки. После военной интервенции стран НАТО авиация властей фактически была уничтожена. В ходе второй гражданской войны (2014—2020) ливийские ВВС вновь оказались расколоты между двумя лагерями. Согласно некоторой информации, среди пилотов враждующих сторон встречались иностранные наёмники и военные советники.

## Накануне
Перед началом войны военно-воздушные силы страны насчитывали от 18 000 до 22 000 человек личного состава и 374 единицы летательных аппаратов. Авиация в целом находились в очень плохом состоянии, многие самолёты и вертолёты были неисправны.
Данные о технике и вооружении ВВС Ливии на 2009 год согласно журналу Aviation Week & Space Technology.
| Тип                   | Производство    | Назначение                                           | Примечания                                                                                      |
| Боевые самолёты       | Боевые самолёты | Боевые самолёты                                      | Боевые самолёты                                                                                 |
| --------------------- | --------------- | ---------------------------------------------------- | ----------------------------------------------------------------------------------------------- |
| Mirage 2000           | Франция         | истребитель                                          | неизвестно                                                                                      |
| Mirage F1             | Франция         | истребитель                                          | 2 единицы                                                                                       |
| Mirage 5              | Франция         | истребитель                                          | Неизвестно. Сняты с вооружения в 2003 году.                                                     |
| МиГ-21                | СССР            | истребитель                                          | 12 единиц                                                                                       |
| МиГ-23                | СССР            | истребитель истребитель-бомбардировщик учебно-боевой | 75 истребителей МиГ-23МС, 40 истребителей-бомбардировщиков МиГ-23БН и 15 учебно-боевых МиГ-23УБ |
| МиГ-25                | СССР            | перехватчик/разведчик                                | Неизвестно. К началу войны самолёты этого типа были сняты с вооружения.                         |
| Ту-22                 | СССР            | дальний бомбардировщик                               | К началу войны на хранении оставалось 6 Ту-22Б и 1 Ту-22У.                                      |
| Су-22                 | СССР            | истребитель-бомбардировщик                           | 2 единицы                                                                                       |
| Су-24МК               | СССР            | фронтовой бомбардировщик                             | 2 единицы                                                                                       |
| Транспортные самолёты |                 |                                                      |                                                                                                 |
| Ан-26                 | СССР            | транспортный самолёт                                 | 10 единиц                                                                                       |
| Ан-32                 | СССР            | транспортный самолёт                                 | 8 единиц                                                                                        |
| Ан-72                 | СССР            | транспортный самолёт                                 | 4 единицы +1 на хранении                                                                        |
| Ил-76                 | СССР            | транспортный самолёт                                 | 4 единицы                                                                                       |
| Ил-78                 | СССР            | заправщик                                            | 1 единица                                                                                       |
| Lockheed C-130H       | США             | транспортный самолёт                                 | К началу гражданской войны в 2011 году в полётопригодном состоянии находилось 4 единицы.        |
| Raytheon 200C         | США             | самолёт общего назначения                            | 1 единица                                                                                       |
| Let L-410 Turbolet    | Чехословакия    | самолёт общего назначения                            | 2 единицы                                                                                       |
| Учебные самолёты      |                 |                                                      |                                                                                                 |
| Aero Vodochody L-39Z0 | Чехословакия    | учебно-боевой самолёт                                | 20 единиц                                                                                       |
| SIAI-Marchetti SF.260 | Италия          | учебно-боевой самолёт                                | 12 единиц                                                                                       |
| СОКО Г-2 Галеб        | Югославия       | учебно-боевой самолёт                                | 10 единиц                                                                                       |
| Вертолёты             |                 |                                                      |                                                                                                 |
| Aérospatiale SA.316B  | Франция         | многоцелевой вертолёт                                | 5 единиц                                                                                        |
| SA.321 Super-Frelon   | Франция         | многоцелевой вертолёт                                | неизвестно                                                                                      |
| Ми-8                  | СССР            | могоцелевой вертолёт                                 | неизвестно                                                                                      |
| Ми-14                 | СССР            | вертолёт-амфибия                                     | неизвестно                                                                                      |
| Ми-24                 | СССР            | транспортно-боевой вертолёт                          | 21 единица                                                                                      |
| Ми-2                  | Польша          | учебный вертолёт                                     | неизвестно                                                                                      |
| Boeing CH-47 Chinook  | США             | тяжёлый вертолёт                                     | неизвестно                                                                                      |

## Первая война

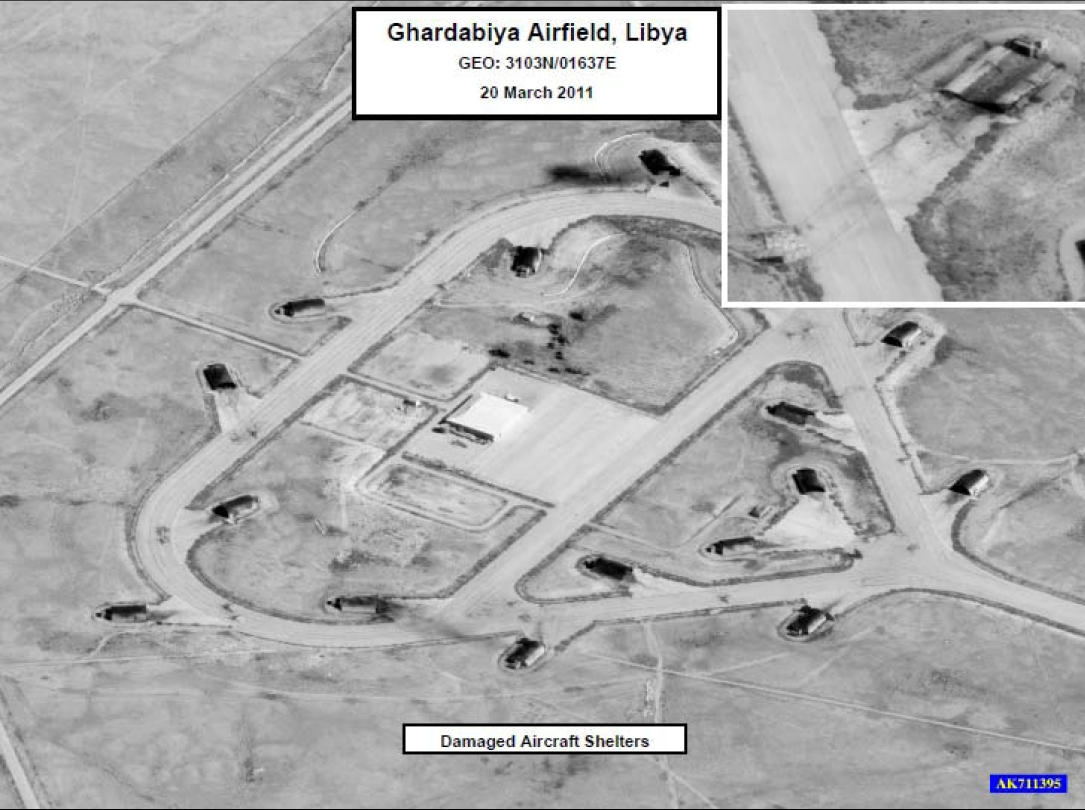
Фотоснимок авиабазы Гардабия после налёта самолётов НАТО.

### Каддафисты
Правительственная авиация была активна вовлечена в конфликт ещё в феврале 2011 года, на стадии уличных столкновений и беспорядков. Самолёты и вертолёты в данный период привлекались к авиаударам по протестующим.
Повстанцы утверждали, что в феврале сбили истребители и ударные вертолёты над Брегой и Рас-Лануфом. Ещё один вертолёт сторонников правительства был сбит в Мисурате из ПЗРК, экипаж из пяти человек выжил, но попал в плен к боевикам оппозиции. 2 марта в боях за Брегу зенитным огнём был сбит Mirage F-1BD. 5 марта также зениткой в районе Рас-Лануфа уничтожен Су-24МК (погибли два пилота), а на следующий день там же — вертолёт. К 7 марта под Рас-Лануфом потеряны ещё три самолёта, в ходе чего в плен предположительно попали суданские и сирийские авиаторы.
19 марта началась военная интервенция. По территории страны были нанесены ракетные и авиационные удары. В ходе операции 16 единиц авиации властей уничтожены либо повреждены. 23 марта командующий ВВС Великобритании Грег Бэгвелл заявил, что ВВС Ливии больше не существуют как боеспособная организация. Несмотря на это сообщение, ливийская авиация ещё продолжала выполнять боевые задачи.
7 мая, после нескольких недель полного бездействия, самолёты каддафистов совершили успешный воздушный налёт на удерживаемые повстанцами склады горючего в Мисурате.

### Повстанцы
Начиная с 21 февраля фиксировались случаи дезертирства пилотов ливийских ВВС, причём вместе с боевыми машинами. Ранее, с 17 февраля, в руки мятежных отрядов начала поступать авиация, захваченная у каддафистов. 23 февраля оппозиция в ходе первой битвы за Бенгази взяла под контроль авиабазу Бенина вместе с техникой.
13 марта полковник ВВС Али Атияа с аэродрома Митига дезертировал и присоединился к повстанцам ПНС. Вскоре четыре лётчика перегнали свои МиГ-21 к мятежникам на аэродром Бенгази.
Были образованы так называемые Свободные ВВС Ливии (араб. القوات الجوية الليبية الحرة‎).
Впервые повстанческие ВВС появились в воздухе 15 марта, когда МиГ-23 и вертолёт атаковали правительственные суда в районе города Адждабия. По всей видимости, именно эти же машины в тот же день атаковали правительственные танки в том же районе. 17 марта Свободные ВВС Ливии понесли первую потерю: один из МиГов разбился в районе аэропорта Бенина. 19-го числа потерян МиГ-29УБ, сбитый во время атаки на позиции войск Муаммара Каддафи под Бенгази. Лётчик, полковник Мохаммед Мбарак эль-Окаили, погиб.
В течение марта, до начала интервенции НАТО, пилоты мятежников совершили в общей сложности 38 боевых вылетов. Девять из этих ударов были нанесены тремя боевыми вертолётами Ми-35 по бронетанковым колоннам Каддафи, наступавшим на Бенгази.
9 апреля каддафисты сбили вражеский Ми-25 под Адждабией.

## Межвоенный период
20 июня 2012 года начальник штаба ВВС Сакр Геруши объявил о начале мероприятий по восстановлению военной авиации. Рассматривалось предложение о закупке Dassault Rafale, Eurofighter Typhoon, F1-Mirage, C-130H Hercules и CH-47 Chinook.

## Вторая война
С началом нового витка противостояния оставшиеся самолёты эпохи Каддафи были разделены между двумя противоборствующими группировками — правительствами в Триполи (Новый Всеобщий национальный конгресс, а после Правительство национального согласия) и Тобруке (Палата представителей). В первые месяцы второй гражданской войны стороны совершили ограниченное количество воздушных операций.
9 августа 2014 года части Ливийской национальной армии захватили авиабазу Аль-Ватия, где находилось от 10 до 12 списанных бомбардировщиков Су-22, несколько боевых ударных вертолётов Ми-25 и списанные истребители Mirage F-1ED, а также все запчасти и вооружение. Утрата военного объекта подкосила ВВС триполитанского правительства. Кроме того, база Аль-Ватия была одной из немногих, избежавших полного разрушения во время интервенции в 2011 году, потому что здесь хранились исключительно списанные самолёты, поэтому они не считались угрозой для иностранной коалиции. К лету 2016 года в ВВС сторонников Триполи начались серьёзные проблемы из-за нехватки топлива, запчастей и финансирования.
С 2016 года стороны начали активно расширять свой авиапарк посредством иностранных поставок.
Новая волна активности авиации произошла в связи с началом наступления на Триполи 2019—2020 годов. В ходе кампании по всей западной Ливии наносились массированные бомбардировки.
В ходе конфликта ливийские самолёты также бомбили позиции боевиков ИГИЛ, в частности, в ходе операций по освобождению Сирта (2016) и Дерны (2018), при этом понеся значительные потери.

## Иностранное участие
В феврале 2011 года источники, аффилированные с мятежниками и сирийской оппозицией, утверждали, что в подавлении беспорядков якобы участвовали пилоты из Сирии, в то время как ливийские лётчики неоднократно отказывались подчиняться приказам бомбить протестующих, преднамеренно сбрасывая бомбы в безлюдных районах.
Американское разведывательно-аналитическое агентство Stratfor со ссылкой на собственные источники распространило информацию о том, что в расправах над оппозицией принимали участие лётчики из Восточной Европы — в частности, Белоруссии, Украины, Сербии и Румынии.
Стороны активно привлекали иностранных пилотов и во время второй войны. Их участие в конфликте было обусловлено нехваткой кадров. Лётчики, сражавшиеся за Триполи, были как правило португальцами, американцами, эквадорцами, турками, украинцами.
Для работы по восстановлению двух самолётов МиГ-25 и одного МиГ-25УБ сторонников Триполи привлекались специалисты из Украины. В течение 2017—2018 годов иностранцы отремонтировали ещё ряд машин. С помощью украинцев также удалось вернуть в строй несколько основных транспортных самолётов, которые находились на хранении более десяти лет — один CH-130H.Hercules, один Ан-32П и один Ил-78, все из которых управлялись суданскими наёмниками.
Тем временем авиация Ливийской национальной армии проводила восстановление и модернизацию за счёт Египта и ОАЭ.

## Галерея
Довоенные фотоснимки боевых машин ВВС Ливийской Джамахирии, применявшиеся в ходе военных конфликтов с февраля 2011 года.

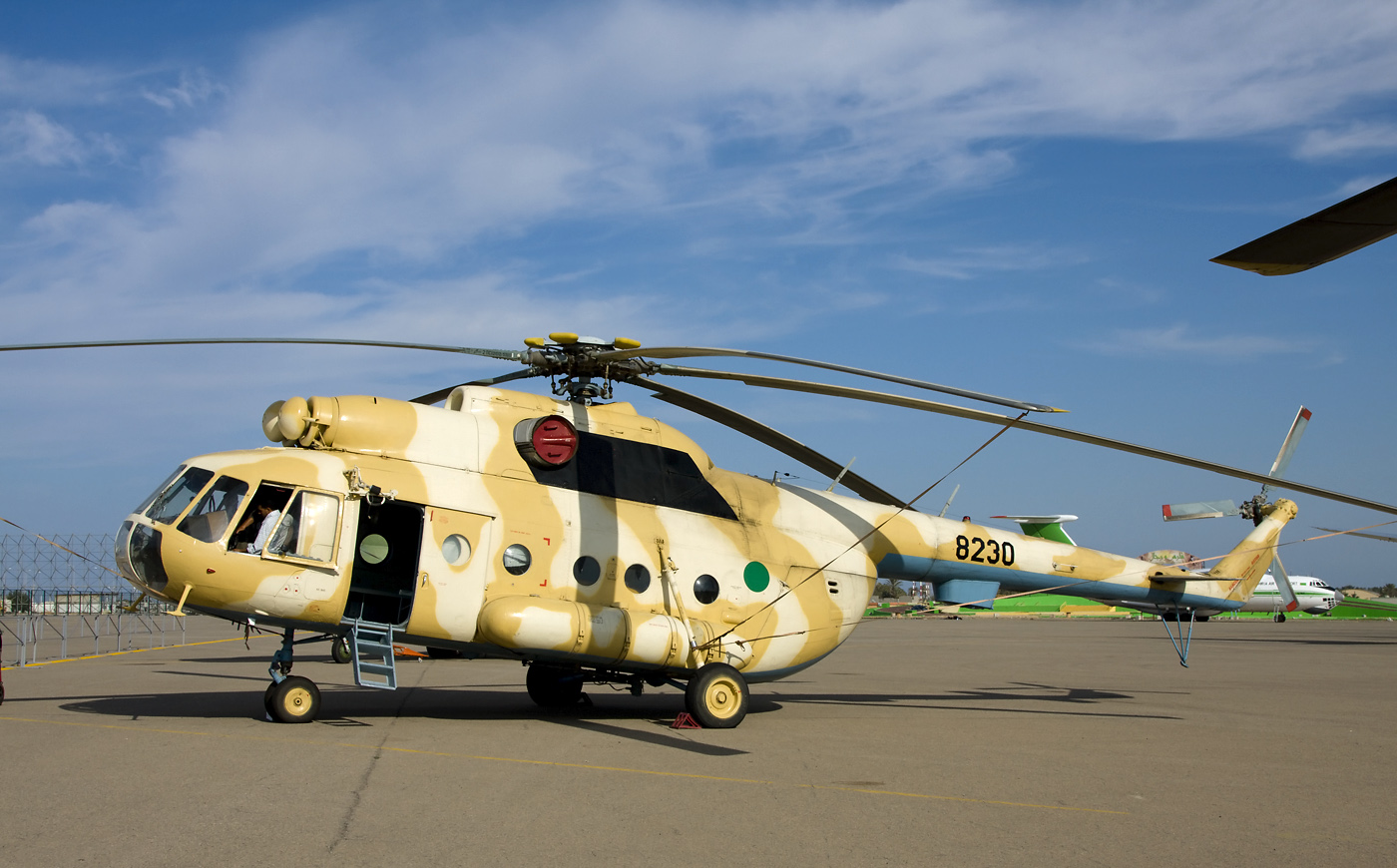
Ми-8
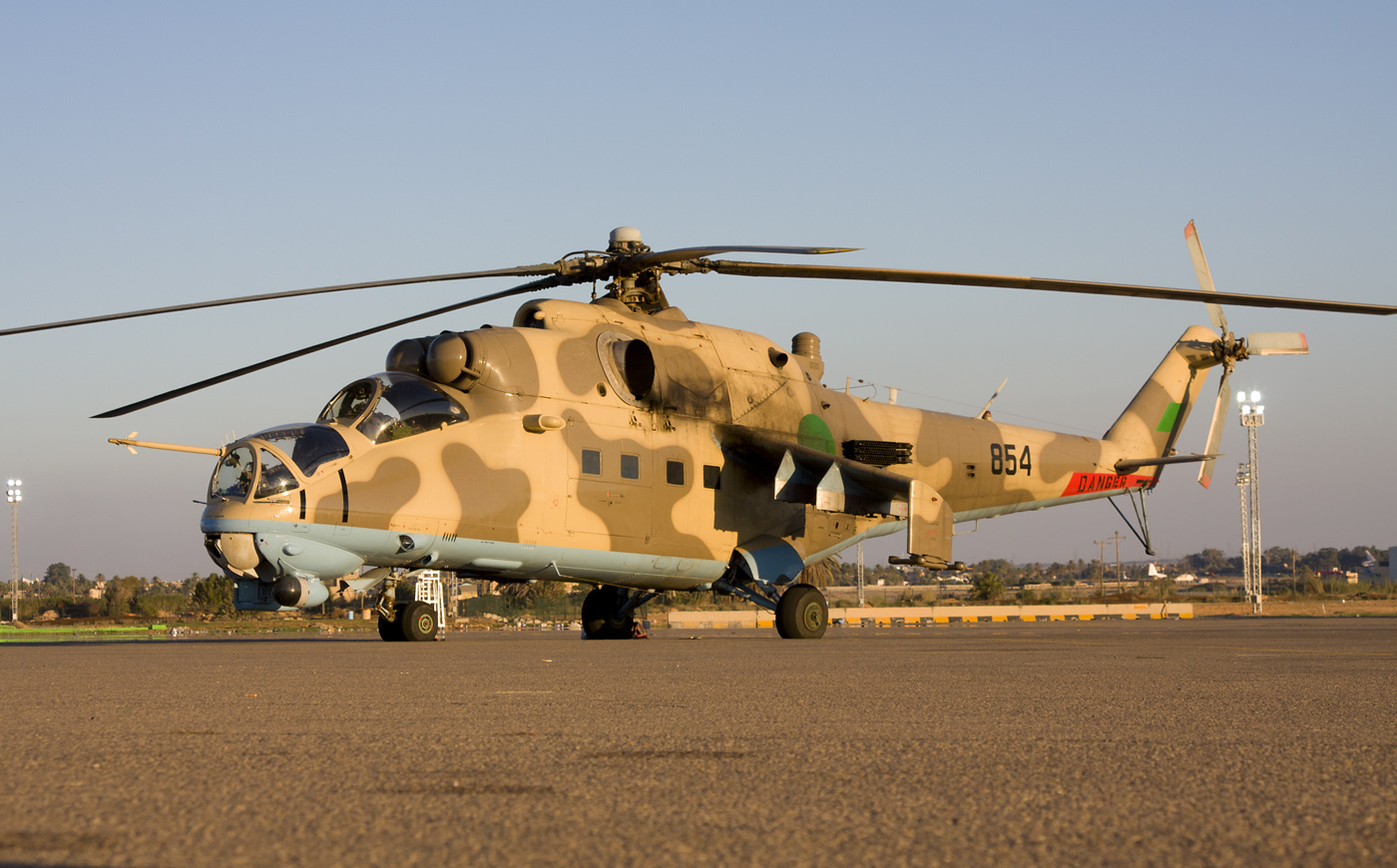
Ми-24
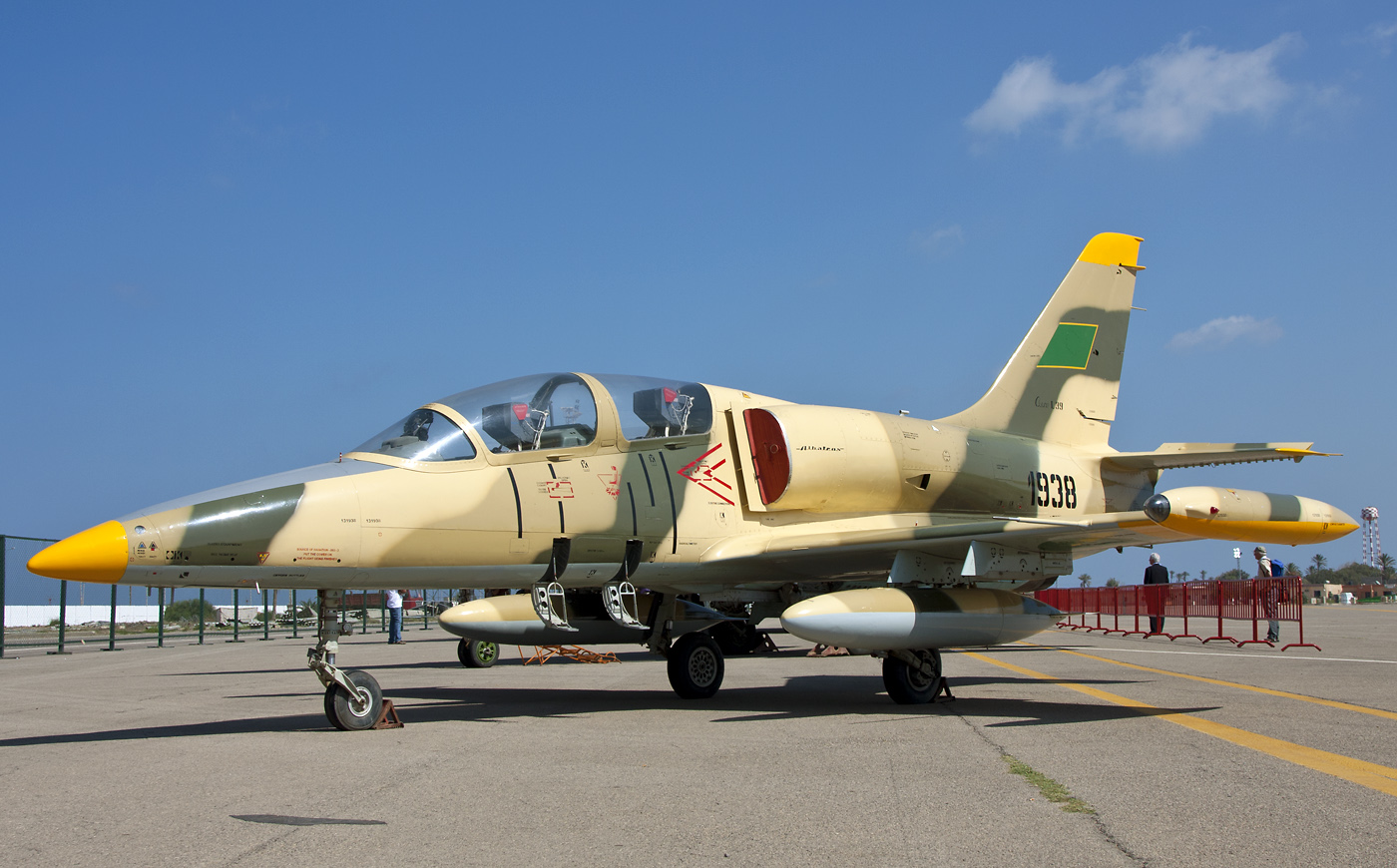
L-39
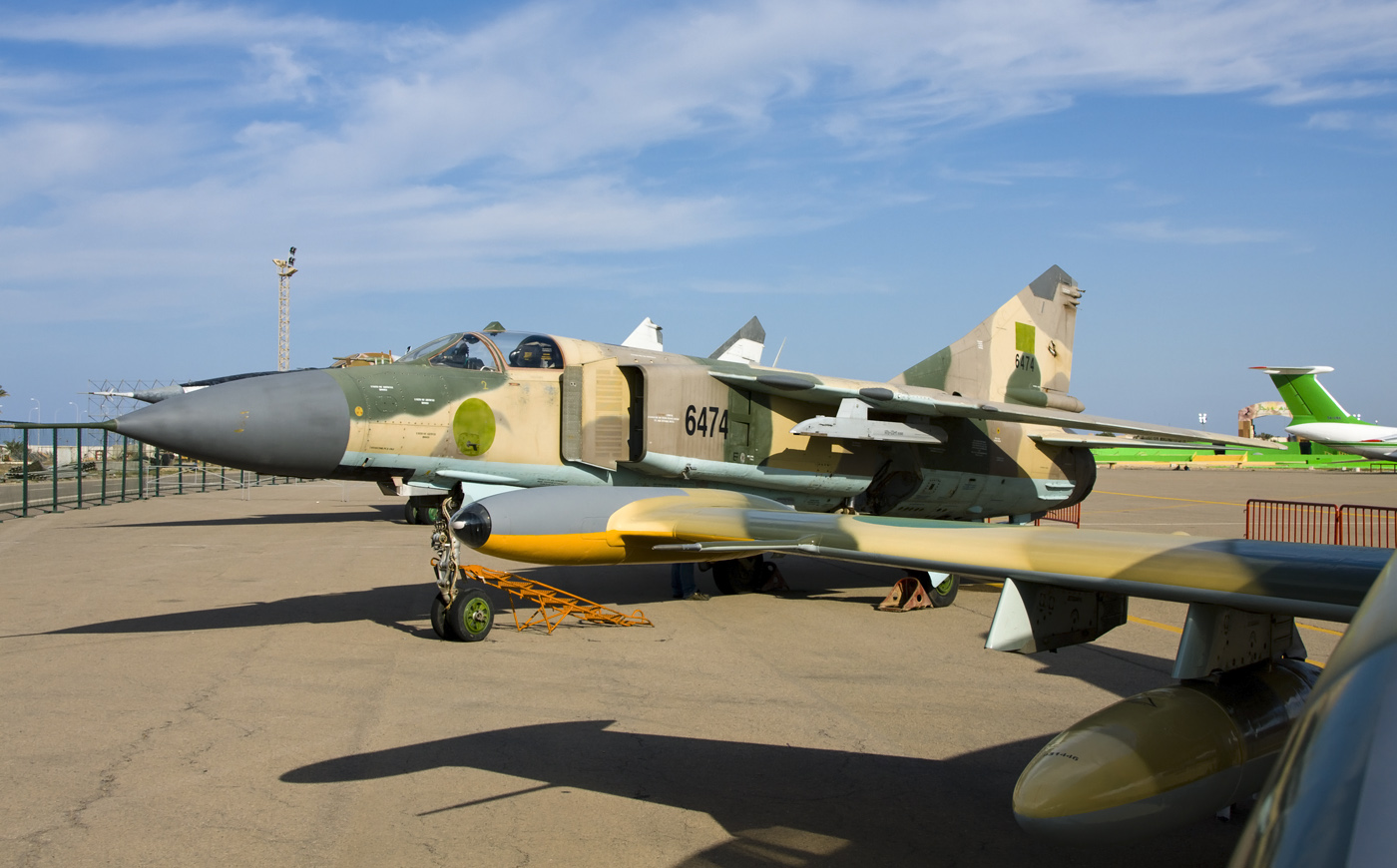
МиГ-23
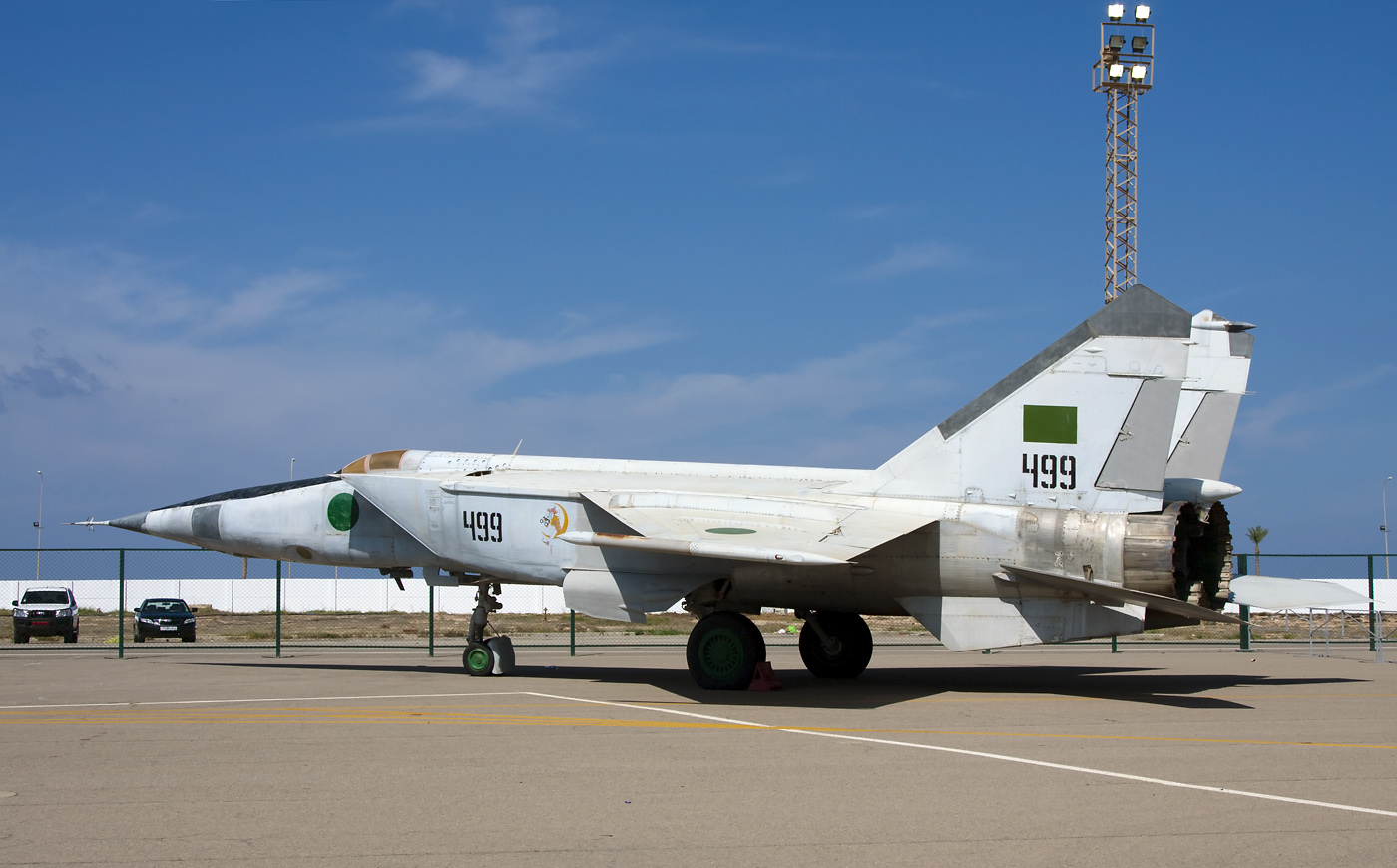
МиГ-25
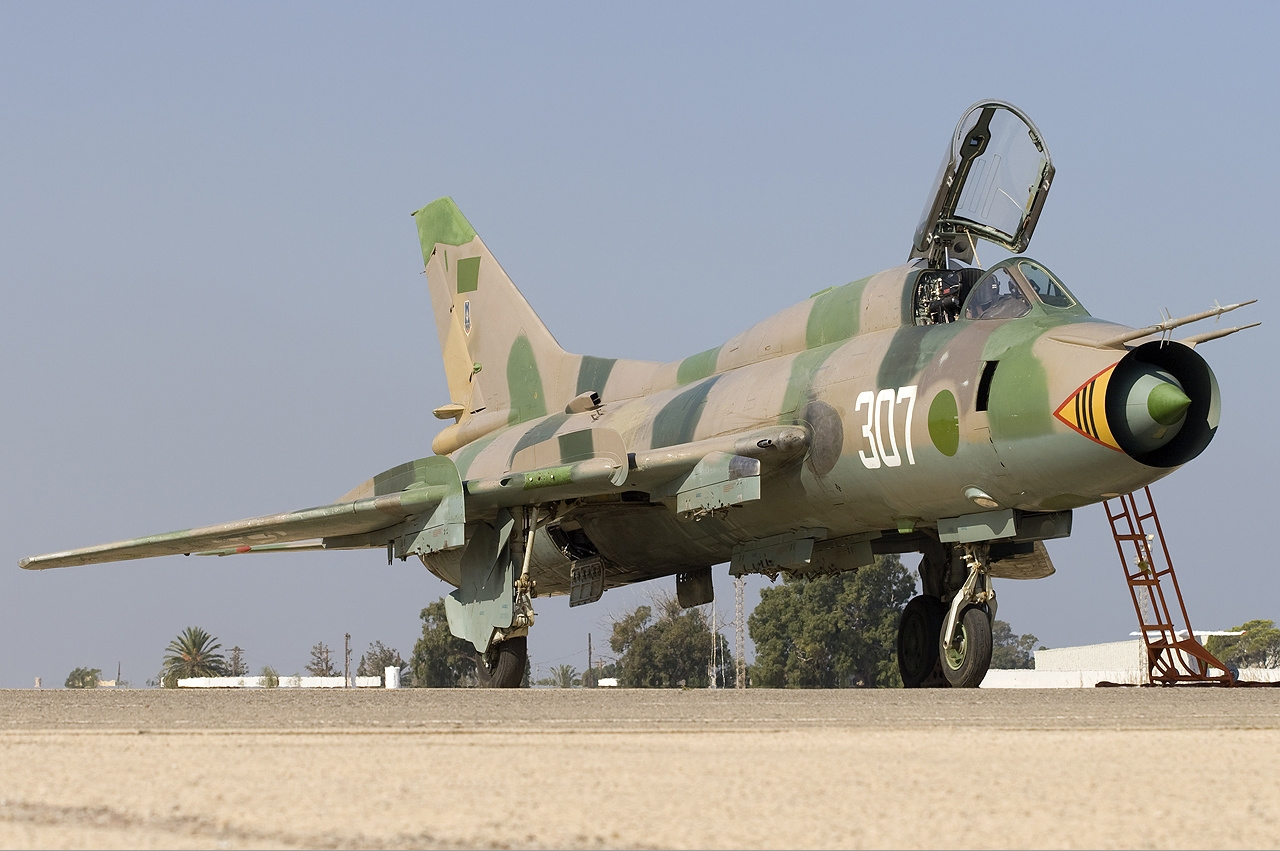
Су-22
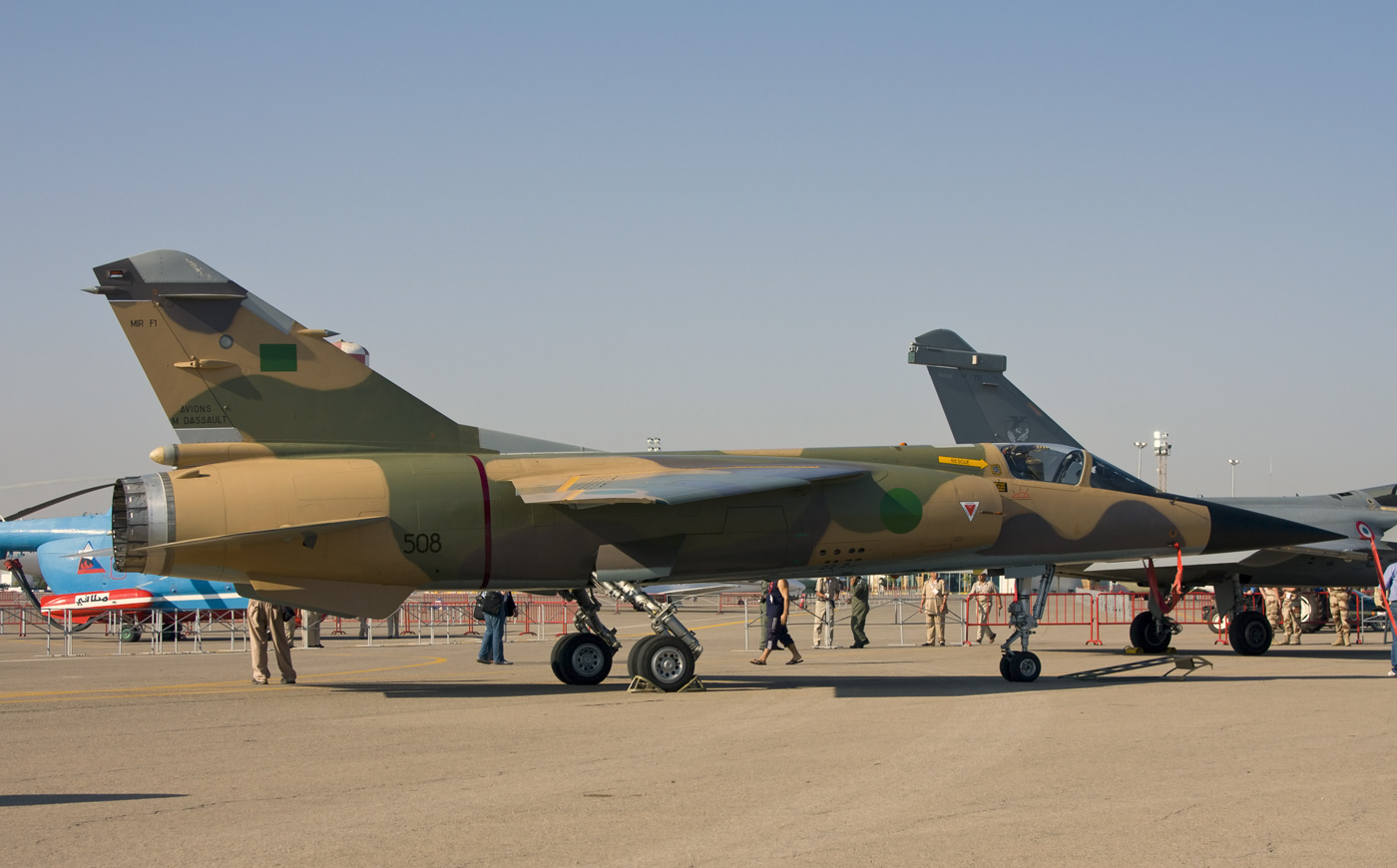
Mirage F1